# Ха-То
Тип 4 «Ха-То» — японская самоходная артиллерийская установка (САУ) времён Второй мировой войны на основе гусеничного тягача. Относилась к классу самоходных мортир. Было построено 4 экземпляра.

## История разработки
Задача изготовления САУ Тип 4 была поставлена в 1943 году. В это время Япония вела сражения на Тихом океане, и присутствовала острая необходимость в самоходной артиллерии.
Мортиру было решено разместить на шасси бронированного гусеничного тягача, в котором, в свою очередь, использована была ходовая часть танка «Чи-Ри» или «Чи-То». 
На испытаниях 274-миллиметровой самоходной мортиры выяснилось, что корпус тягача мог выдержать нагрузку мортиры большего калибра. Поэтому САУ была переоборудована и вооружена 300-миллиметровой мортирой.
На испытаниях был отмечен существенный недостаток конструкции: под действием орудийной отдачи мортиры шасси быстро изнашивалось.
Производство ограничилось четырьмя экземплярами, дальнейшие работы по доработке проекта не предпринимались.

## Конструкция

### Корпус
САУ имела бронированный корпус с 25-миллиметровыми лобовыми бронелистами и 12-миллиметровыми бортовыми.
Моторное отделение располагалось спереди, отделение управления — в рубке в средней части машины, боевое — сзади. САУ была оборудована 115-сильным карбюраторным 6-цилиндровым двигателем «Мицубиси» и механической трансмиссией. Подвеска типа Хара включала в себя: четыре опорных катка, три поддерживающих катка. Ведущее колесо располагалось спереди.

### Вооружение
В задней части корпуса была установлена 300-миллимеровая мортира Тип 3, способная при попадании поразить практически любое долговременное укрепление противника.

## Эксплуатация
Все 4 произведённых экземпляра были использованы для отражения атаки американского десанта. Впоследствии были захвачены американцами, один экземпляр был испытан на Абердинском полигоне и выставлен в музее, где он хранится по сей день.